# 高能效以太网
高能效以太网（英語：Energy-Efficient Ethernet，简称EEE）是一套对双绞线与计算机网络标准之以太网家族的背板的增强，使其在低数据活动期间消耗较少的功率。其目标是将功耗降低50%以上，同时保持与现有设备的完全兼容。电气电子工程师学会（IEEE）通过IEEE 802.3az工作组开发了该标准。第一个研究组于2006年11月展开呼吁，并在2007年5月授权为官方标准工作组。IEEE于2010年9月批准了最终标准。一些公司在其被标准化前就引进了该技术以降低以太网的所需能耗，并采用绿色以太网（Green Ethernet）为名。

## 潜在节约
在2005年，美国所有的网络接口控制器（计算机、交换机和路由器）使用了估计5.3太瓦时的电能。根据劳伦斯伯克利国家实验室的一项研究，高能效以太网一年可以潜在节省约4.5亿美元，其中包括大多数美国家庭（2亿美元）、办公室（1.7亿美元）以及数据中心（8000万美元）。

## 概念
它的功率降低以几种方式实现。在100 Mbit/s、1吉比特和10 Gbit/s速度的数据链路中，物理层发送器会始终使用能量。在没有数据发送时，它们可以进入“睡眠”模式以节约能源。当控制器软件或固件确定不需要发送数据时，它可以发出一条“低功耗闲置”（LPI）请求到以太网控制器的物理层PHY。PHY然后将LPI信号在特定时间发送到链路上，以及禁用发送器。信号刷新将周期性地发送以维持链路信令的完整性。当需要发送数据时，将在预定时间段发送IDLE信号。数据链路可以被视为始终在运行，因为即使发送路径处在睡眠模式，接收信号的电路仍保持活跃。

## 与绿色以太网的比较
一些节能的交换机集成电路在IEEE 802.3az标准完成前就已被开发。
绿色以太网技术是802.3az标准的一个超集。除了高能效以太网的链路负载节能，绿色以太网还支持一种工作模式。首先，它检测链路状态，允许交换机上的每个端口断电进入待机状态，或者在已连接设备（例如计算机）但不活跃时进入“睡眠”模式。其次，它会检测电缆长度并相应地调整功率。之前的标准要求交换机提供足够将信号发送100（330英尺）的功率。而这通常是不必要的，尤其是在家庭布网中，典型的房间布局中5至10（16至33英尺）的线缆就大多已经足够。除了绿色以太网的纯节电效益，在较短的电缆路径上降低发送功率还能减少外部串扰，并提高布线系统的整体性能。
绿色以太网还包括在以太网板卡中使用更高效能的电路，以及在用作网络服务器的以太网接口板卡上使用“卸载引擎”。

### 路由器
2008年4月，该术语被用于交换机；2008年7月，用户可选择无线路由器的Wi-Fi关闭时间段以进一步降低能耗。

### 节省电能
绿色以太网首先在家庭产品上被采用。但是，较低的端口数量意味着在家庭使用这种技术不会显著节省成本。闲置时关闭现有设备可以更直接的节电。而使用“绿色以太网”交换机预计节能最多80%，并可因发热量的降低而延长产品的使用寿命。